# Green Forest
Green Forest é uma cidade localizada no estado americano de Arkansas, no Condado de Carroll.

## Demografia
Segundo o censo americano de 2000, a sua população era de 2717 habitantes.
Em 2006, foi estimada uma população de 2857, um aumento de 140 (5.2%).

## Geografia
De acordo com o United States Census Bureau, a localidade tem uma área de 5,9 km², sem área coberta por água. Green Forest localiza-se a aproximadamente 413 m acima do nível do mar.

## Localidades na vizinhança
O diagrama seguinte representa as localidades num raio de 32 km ao redor de Green Forest.